# Mercator-Lothringenkarte von 1564
Bei der Mercator-Lothringenkarte von 1564 handelt es sich um eine verschollene Wandkarte des Kartografen Gerhard Mercator. Die Karte stellte das Herzogtum Lothringen dar und wird lediglich in der Mercator-Biografie des Walter Ghim erwähnt.

## Geschichte

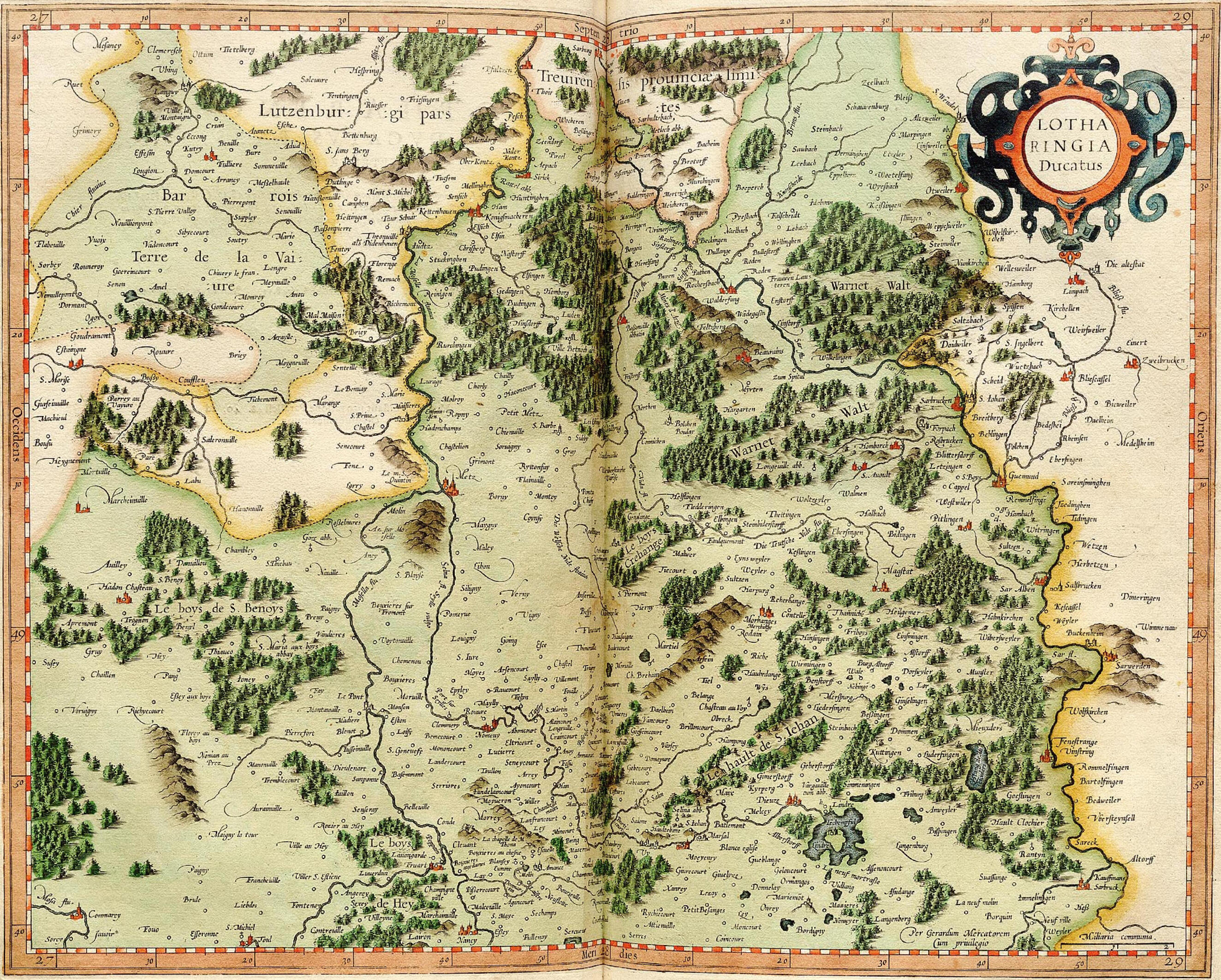
Der obere Teil der Karte von Lothringen im Atlas von 1595

In den 1560er bereitete sich der aus Löwen stammende Gerhard Mercator in seiner Duisburger Werkstatt durch intensives Quellenstudium auf die Erstellung seiner Weltkarte mit den wachsenden Breiten vor, die 1569 erschien. Daneben arbeitete er seit dem Sommer 1563 an einer weiteren Wandkarte, nachdem die Europakarte von 1554 ein großer Erfolg geworden war. Neben dem Anlegen von ausführlichen Koordinatenlisten waren für die Karte auch Arbeiten im Gelände notwendig.
Zusammen mit dem Sohn Bartholomäus Mercator reiste Gerhard deshalb im Auftrag des Lothringer Herzogs Karl III. in den Südwesten des Reiches und führte hier Triangulationsarbeiten durch. Die Karte wurde in der Mercator-Biografie des Walter Ghim erwähnt, die mit dem Atlas von 1595 nach dem Tod des Kartografen herausgegeben wurde. Ghim erwähnt, dass Mercator für die Übergabe der Karte nach Nancy zu Karl III. reiste. Dabei hebt Ghim hervor, dass die Reise nach Lothringen Mercator fast das Leben gekostet hätte. Bei der Lothringenkarte arbeitete Mercator letztmals selbst im Gelände.

## Beschreibung

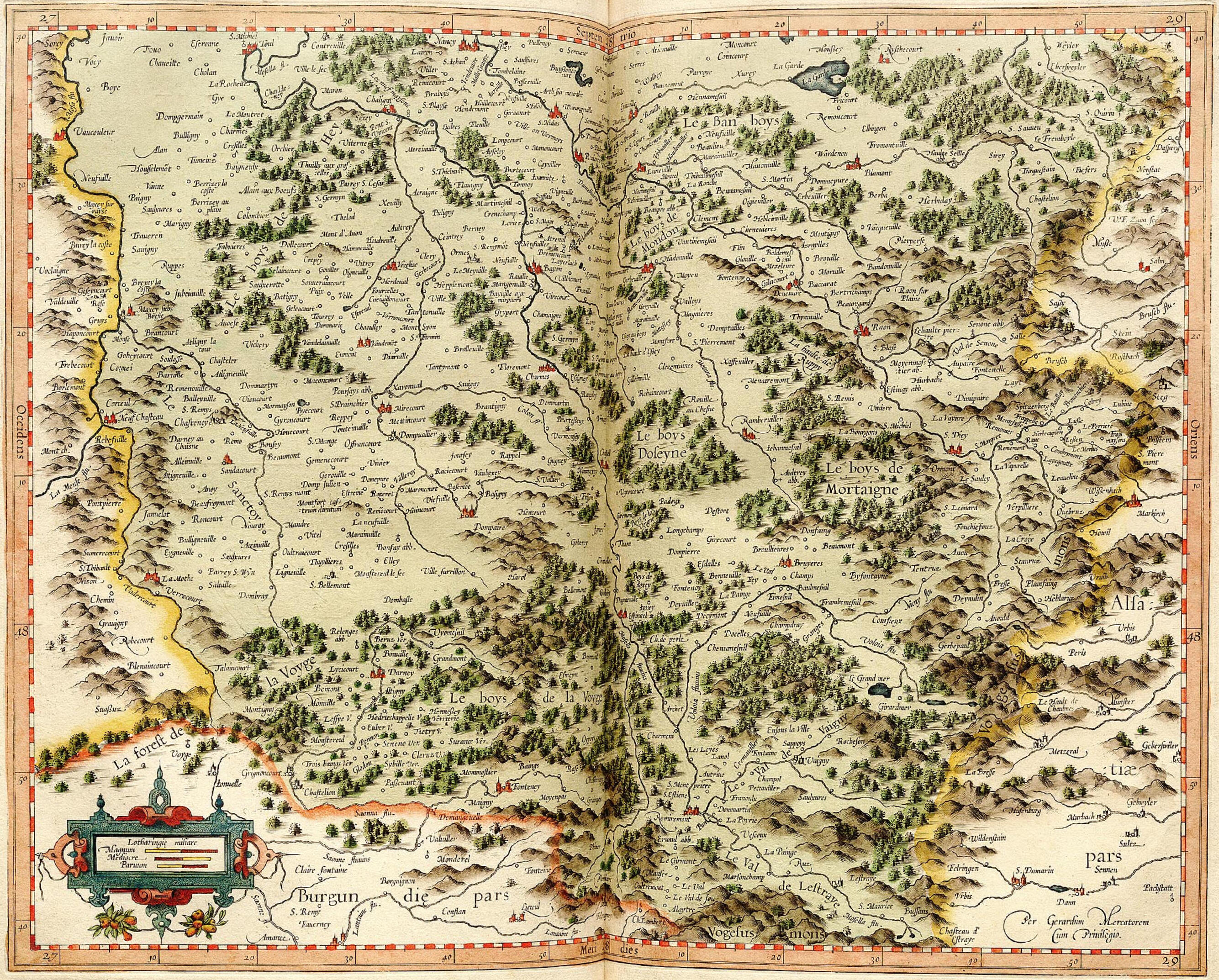
Der untere Teil der Karte von Lothringen

Die Lothringenkarte von 1564 hat sich nicht erhalten. Allerdings kann ihr Erscheinungsbild rekonstruiert werden, weil Mercator 1585 in einer frühen Atlas-Lieferung eine Lothringenkarte mitlieferte. Hier kann der Landstrich aus zwei Blättern zusammengesetzt werden. In der gleichen Form erschien der Karte auch 1595 in der posthumen Ausgabe des Atlas. Hier wurden die Karten jeweils mit einer kurzen Einleitung versehen.